# Cupido antiochena
Cupido antiochena är en fjärilsart som beskrevs av Lederer 1861. Cupido antiochena ingår i släktet Cupido och familjen juvelvingar. Inga underarter finns listade i Catalogue of Life.